# Constantinos Charalambides
Constantinos Charalambides (em grego:  Κωνσταντίνος Χαραλαμπίδης) (Nicósia, 25 de julho de 1981) é um jogador de futebol cipriota. É um dos mais conhecidos da seleção nacional atual de seu país.Ele já jogou em clubes como APOEL e Panathinaikos.

## APOEL
Jogou 121 jogos em sua  primeira passagem pelo clube entre 1997 e 2004.Ganhou dois campeonatos nacionais(2002 e 2004),1 Copa do Chipre(1999) e 2 Supercopas(2002 e 2004).

## Panathinaikos/Paok
Jogou 44 jogos pelo Panathinaikos e 16 pelo PAOK.

## Carl Zeiss Jena
Jogou neste time em 2007-08.

## Apoel
Em sua segunda passagem, ficou no APOEL de 2008 a 2016.

## AEK Larnaka
Em 1 de junho de 2016 assinou contrato de dois anos com o clube.

## Seleção Cipriota
Participou em jogos importantes pelo Chipre, como um 5-2 frente à Irlanda, 3-1 contra Gales ou 4-1 sobre a Bulgária.